# 弓佩紱
弓佩紱（?—?），山西壽陽縣人。清朝官員。
乾隆五十八年（1793年）癸丑科進士。曾任直隸唐山縣知縣。到任後方知壽陽縣距離任所不足五百里，獲准迴避。
有族弟弓佩绶，乾隆六十年（1795年）乙卯科举人。道光年间大挑二等，补赵城县儒学训导，有《鹿崖俚语》。